# Lista monumentelor ocrotite de stat din raionul Cahul
Lista monumentelor din raionul Cahul cuprinde monumentele patrimoniului cultural din raionul Cahul înscrise în Registrul monumentelor Republicii Moldova ocrotite de stat.
Registrul monumentelor Republicii Moldova ocrotite de stat a fost aprobat prin Hotărârea Parlamentului nr. 1531-XII împreună cu Legea nr. 1530-XII privind ocrotirea monumentelor RM din 22 iunie 1993. În Monitorul Oficial nr. 1 din 1994 a fost publicată doar Legea, fără a include însă și Registrul, care a fost publicat mult mai târziu, la 2 februarie 2010. A nu se confunda cu Registrul arheologic național sau cel al monumentelor de for public, care sunt liste diferite ce vizează doar anumite compartimente ale patrimoniului cultural, întocmite în baza unor legi separate.
Lista completă este menținută și actualizată periodic de către Ministerul Culturii din Republica Moldova, dar înainte ca modificările să intre în vigoare acestea trebuie să fie aprobate de către Parlament. Această listă este menită să cuprindă și actualizările ulterioare.
| Nr. | Localizare                                                                      | Denumire                                                      | Datare             | Tip   | Însemnătate | Imagine                 | Erori             |
| --- | ------------------------------------------------------------------------------- | ------------------------------------------------------------- | ------------------ | ----- | ----------- | ----------------------- | ----------------- |
| 22  | Cahul                                                                           | Casa în care a locuit scriitorul Alexandru Lipcan             |                    | Is    | N           | Încarcă foto            | Raportează eroare |
| 23  | Cahul 45°53′39″N 28°11′29″E / 45.894283°N 28.191376°E                           | Biserica de rit vechi ortodox rus                             |                    | At    | N           | Încarcă foto            | Raportează eroare |
| 24  | Cahul 45°54′09″N 28°11′18″E / 45.902548445364°N 28.18820735587°E                | Catedrala „Sf. Mihail”                                        | 1850               | At    | N           | galerie \| Încarcă foto | Raportează eroare |
| 25  | Cahul 45°54′10″N 28°11′22″E / 45.902878279868°N 28.189440426259°E               | Monument comemorativ de război (1941-1945)                    |                    | Is    | N           | galerie \| Încarcă foto | Raportează eroare |
| 26  | Cahul                                                                           | Monument la mormântul comun al 11 ostași căzuți în 1944       |                    | Is    | L           | Încarcă foto            | Raportează eroare |
| 27  | Cahul 45°54′01″N 28°11′09″E / 45.900185°N 28.185743°E                           | Monument tinerilor antifasciști (1941-1942)                   | 1968               | Is Ar | L           | galerie \| Încarcă foto | Raportează eroare |
| 29  | Cahul 45°55′00″N 28°07′42″E / 45.91661°N 28.128398°E                            | Monument grănicerilor                                         |                    | Is    | N           | galerie \| Încarcă foto | Raportează eroare |
| 30  | Cahul                                                                           | Parc                                                          | jum. II a sec. XIX | At    | N           | Încarcă foto            | Raportează eroare |
| 31  | Andrușul de Sus 46°00′21″N 28°14′40″E / 46.005786574048°N 28.244446211459°E     | Monument la mormântul ostașului căzut în 1941                 |                    | Is    | N           | Încarcă foto            | Raportează eroare |
| 32  | Badicul Moldovenesc 46°05′57″N 28°16′28″E / 46.099260631643°N 28.274311803028°E | Biserica „Sf. Nicolae”                                        | 1896               | At    | N           | Încarcă foto            | Raportează eroare |
| 33  | Badicul Moldovenesc 46°05′40″N 28°15′51″E / 46.094508°N 28.264155°E             | Monument comemorativ de război (1941-1945)                    |                    | Is    | L           | Încarcă foto            | Raportează eroare |
| 35  | Baurci-Moldoveni                                                                | Monument parașutiștilor căzuți în 1944                        |                    | Is    | N           | Încarcă foto            | Raportează eroare |
| 36  | Bucuria 45°58′04″N 28°20′50″E / 45.967843520187°N 28.347171789343°E             | Monument la mormântul ostașilor căzuți în 1944                |                    | Is    | N           | Încarcă foto            | Raportează eroare |
| 38  | Crihana Veche 45°51′02″N 28°11′31″E / 45.850629366097°N 28.19199390339°E        | Biserica „Sf. Teodor Tiron”                                   | 1900               | Is At | N           | Încarcă foto            | Raportează eroare |
| 39  | Larga Nouă 46°04′20″N 28°13′27″E / 46.0721006098°N 28.224242188895°E            | Monument în memoria consătenilor căzuți în război (1941-1945) |                    | Is    | L           | Încarcă foto            | Raportează eroare |
| 40  | Larga Nouă                                                                      | Monument la mormântul ostașului căzut în 1941                 |                    | Is    | N           | Încarcă foto            | Raportează eroare |
| 41  | Larga Veche                                                                     | Biserica de lemn „Sf. Nicolae”                                | 1800               | At    | N           | Încarcă foto            | Raportează eroare |
| 42  | Lebedenco 45°51′38″N 28°17′26″E / 45.86068°N 28.29049°E                         | Casa memorială a lui N. F. Lebedenco                          |                    | Is    | N           | Încarcă foto            | Raportează eroare |
| 44  | Lopățica 45°55′59″N 28°24′39″E / 45.933055°N 28.410861°E                        | Monument în memoria consătenilor căzuți în război (1941-1945) |                    | Is    | L           | Încarcă foto            | Raportează eroare |
| 45  | Manta 45°48′12″N 28°10′41″E / 45.803389°N 28.178114°E                           | Monument în memoria consătenilor căzuți în război (1941-1945) |                    | Is    | N           | galerie \| Încarcă foto | Raportează eroare |
| 46  | Moscovei 45°54′58″N 28°22′08″E / 45.915994°N 28.369026°E                        | Monument la mormântul ostașului căzut în 1941                 |                    | Is    | N           | Încarcă foto            | Raportează eroare |
| 47  | Pelinei 45°49′42″N 28°19′13″E / 45.828312245949°N 28.320352524437°E             | Biserica „Acoperământul Maicii Domnului”                      | 1914               | At    | N           | Încarcă foto            | Raportează eroare |
| 48  | Roșu 45°57′15″N 28°11′35″E / 45.954264°N 28.193185°E                            | Monument în memoria consătenilor căzuți în război (1941-1945) |                    | Is    | N           | Încarcă foto            | Raportează eroare |
| 49  | Tătărești 46°01′24″N 28°20′59″E / 46.023378790539°N 28.349855082019°E           | Biserica „Sf. Dumitru”                                        | 1916               | At    | N           | Încarcă foto            | Raportează eroare |
| 50  | Tătărești 46°01′29″N 28°20′53″E / 46.024612280613°N 28.348071215599°E           | Monument la mormântul comun al ostașilor căzuți în 1944       |                    | Is    | N           | Încarcă foto            | Raportează eroare |
| 51  | Ursoaia                                                                         | Monument la mormântul ostașului căzut în 1941                 |                    | Is    | N           | Încarcă foto            | Raportează eroare |
| 52  | Zîrnești 46°00′45″N 28°09′34″E / 46.012614311894°N 28.159581006534°E            | Biserica „Sf. Gheorghe”                                       | 1911               | At    | N           | Încarcă foto            | Raportează eroare |